# 1905-ös magyar asztalitenisz-bajnokság
Az 1905-ös magyar asztalitenisz-bajnokság az első magyar bajnokság volt. A bajnokságot a MAFC írta ki (ezután 1912-ig, mivel még nem volt szövetség, mindig az előző évi bajnok csapata rendezett). Ekkor még csak férfi egyesben rendeztek bajnokságot. A bajnokságot március 2. és 5. között rendezték meg Budapesten, a BEAC vívóteremben.

## Eredmények
| Versenyszám  | Arany             | Arany | Ezüst           | Ezüst | Bronz                               | Bronz |
| ------------ | ----------------- | ----- | --------------- | ----- | ----------------------------------- | ----- |
| Férfi egyéni | Redlich Béla MAFC |       | Weisz Imre MAFC |       | Tolnay József MAFCSágody Ervin MAFC |       |